# Joe Carolan
Joe Carolan (Dublin, 1937. szeptember 8. – 2018. szeptember 26.) válogatott ír labdarúgó, hátvéd.

## Pályafutása

### Klubcsapatban
A Home Farm korosztályos csapatában kezdte a labdarúgást. 1956 és 1960 között a Manchester United labdarúgója volt. 1958 novemberében lépett először pályára az első csapatban, a müncheni légikatasztrófa után kilenc hónappal. 1960 decemberében szerződött a Brighton & Hove Albion együtteséhez. 1962 és 1968 között a Tonbridge Angels, 1968 és 1971 között a Canterbury City játékosa volt.

### A válogatottban
1959 és 1960 között két alkalommal szerepelt az ír válogatottban.

## Sikerei, díjai
Manchester United
- Angol bajnokság
  - bajnok: 1956–57
- Angol kupa (FA Cup)
  - győztes: 1957, 1958